# Kūh-e Qal‘eh Qīrān
Kūh-e Qal‘eh Qīrān (persiska: کوه قلعه قیران) är ett berg i Iran.   Det ligger i provinsen Ilam, i den västra delen av landet, 500 km väster om huvudstaden Teheran. Toppen på Kūh-e Qal‘eh Qīrān är 1 537 meter över havet, eller 290 meter över den omgivande terrängen. Bredden vid basen är 1,7 km.
Terrängen runt Kūh-e Qal‘eh Qīrān är varierad.Runt Kūh-e Qal‘eh Qīrān är det ganska tätbefolkat, med 149 invånare per kvadratkilometer. Närmaste större samhälle är Īlām, 8,5 km öster om Kūh-e Qal‘eh Qīrān. Omgivningarna runt Kūh-e Qal‘eh Qīrān är i huvudsak ett öppet busklandskap.